# Лэмб, Гораций
Сэр Гораций Лэмб (21 ноября 1849 года, Стокпорт, Чешир (ныне — в графстве Большой Манчестер), Англия — 4 декабря 1934 года, Кембридж, Англия) — английский математик и гидродинамик.
Известен как учёный, описавший волны, распространяющиеся в тонком слое твердого тела. Эти волны теперь называют волнами Лэмба.

## Биография
Гораций Лэмб родился 21 ноября 1849 года в Стокпорте. Успешно окончил Кембридж в 1872 году, среди его преподавателей были Джордж Габриель Стокс и Джеймс Клерк Максвелл.
С 1875 по 1885 год заведовал кафедрой математики и физики в Университете Аделаиды (Австралия). Он был первым заведующим, и под его руководством кафедра стала широко известной. Следующим её руководителем стал Уильям Брэгг.
В 1885 году Лэмб вернулся в Великобританию, где до 1920 года руководил кафедрой в университете Манчестера.
Член Лондонского королевского общества, которое в 1902 году наградило учёного Королевской медалью.
Сэр Гораций Лэмб умер 4 декабря 1934 года в Кембридже.

## Память
В 1970 году Международный астрономический союз присвоил имя Горация Лэмба кратеру на обратной стороне Луны.